# Парламентские выборы на Кубе (1942)
Промежуточные парламентские выборы на Кубе проходили 15 марта 1942 года. В результате Либеральная партия и Демократическая партия получили по 21 месту из 57 мест нижней палаты парламента. 

## Результаты
| Партия                              | Голосов | %     | Мест |
| ----------------------------------- | ------- | ----- | ---- |
| Либеральная партия                  |         | 36,84 | 21   |
| Демократическая партия              |         | 36,84 | 21   |
| «Аутентико»                         |         | 17,54 | 10   |
| Коммунистический революционный союз |         | 5,26  | 3    |
| ABC                                 |         | 3,51  | 2    |
| Всего                               |         | 100   | 57   |
| Источник: Dieter Nohlen             |         |       |      |